# Lorax - skovens beskytter
The Lorax (dansk titel: Lorax - skovens beskytter) er en amerikansk animationsfilm. Filmen var baseret på Dr. Seuss børnebog The Lorax og er den fjerde film.

## Medvirkende
- Danny DeVito (Per Pallesen) som The Lorax
- Zac Efron (Mads Sætter-Lassen) som Ted
- Ed Helms (Torben Zeller / Martin Greis-Rosenthal) som Once - Ler
- Taylor Swift (Marie Tourell Søderberg) som Audrey
- Betty White (Vigga Bro) som Granny Norma
- Rob Riggle (Alexandre Willaume) som Mr. O'Hare